# Irans volleyballlandshold
Irans volleyballlandshold er et hold under Iran Volleyball Forbund (IRV), udvalgt blandt alle Iran volleyballspillere til at repræsentere Iran i internationale volleyballturneringer arrangeret af det internationale volleyballforbund FIVB samt i venskabskampe mod andre nationale forbunds udvalgte hold. Iran er det stærkeste hold i Asien.[kilde mangler]